# Eupyra psittacus
Eupyra psittacus är en fjärilsart som beskrevs av William Schaus 1892. Eupyra psittacus ingår i släktet Eupyra och familjen björnspinnare. Inga underarter finns listade i Catalogue of Life.